# Тополь, Александр Мефодьевич
Алекса́ндр Мефо́дьевич То́поль (16 июля 1943, Ростов-на-Дону — 1992, Ленинград) — российский фаготист и музыкальный педагог, солист АСО Ленинградской филармонии, артист симфонического оркестра Львовского театра оперы и балета, преподаватель Ленинградского института культуры, заслуженный артист РСФСР (1982).

## Биография
Александр Тополь родился в семье фаготиста, дирижёра и педагога Мефодия Максимовича Тополя (род. 19 августа 1913, Умань). С 1958 по 1961 год он играл в оркестре Львовского театра оперы и балета, параллельно проходя обучение в Львовском музыкальном училище по классу Д. Довженко. Окончив училище в 1961 году, Тополь продолжил обучение в Ленинграде. В 1963 году он получил диплом Всесоюзного конкурса музыкантов-исполнителей. В 1966 году Александр Тополь  окончил Ленинградскую консерваторию, а в 1970 — аспирантуру под руководством Григория Ерёмкина.
В 1965 году, ещё будучи студентом консерватории, Александр Тополь стал солистом академического симфонического оркестра Ленинградской филармонии. С 1976 года он преподавал в музыкальной школе № 5 Дзержинского района Ленинграда. С 1979 был старшим преподавателем Ленинградского института культуры. В 1982 году Тополю было присвоено почётное звание Заслуженный артист РСФСР.

## Награды и звания
- Дипломант Всесоюзного конкурса музыкантов-исполнителей (1963)
- Заслуженный артист РСФСР (1982)